# Proceedings of the Royal Society
Proceedings of the Royal Society (Proc. R. Soc.) é o título de duas revistas científicas publicadas pela Royal Society. A revista inicial,  Philosophical Transactions, é agora dedicada a temáticas especiais. Originalmente uma única revista, foi depois dividida em duas séries no ano de 1905:
- Series A, que publica pesquisas relacionadas com matemática, física e engenharias.
- Series B, que publica pesquisas relacionadas com biologia.[1]

São actualmente as principais revistas de pesquisas da Royal Society. Muitos nomes célebres da ciência publicaram as suas pesquisas na Proc. R. Soc., incluindo Paul Dirac, Werner Heisenberg, James Clerk Maxwell, Ernest Rutherford e Erwin Schrödinger.